# Nationale fietsroute 2 - Rijnroute

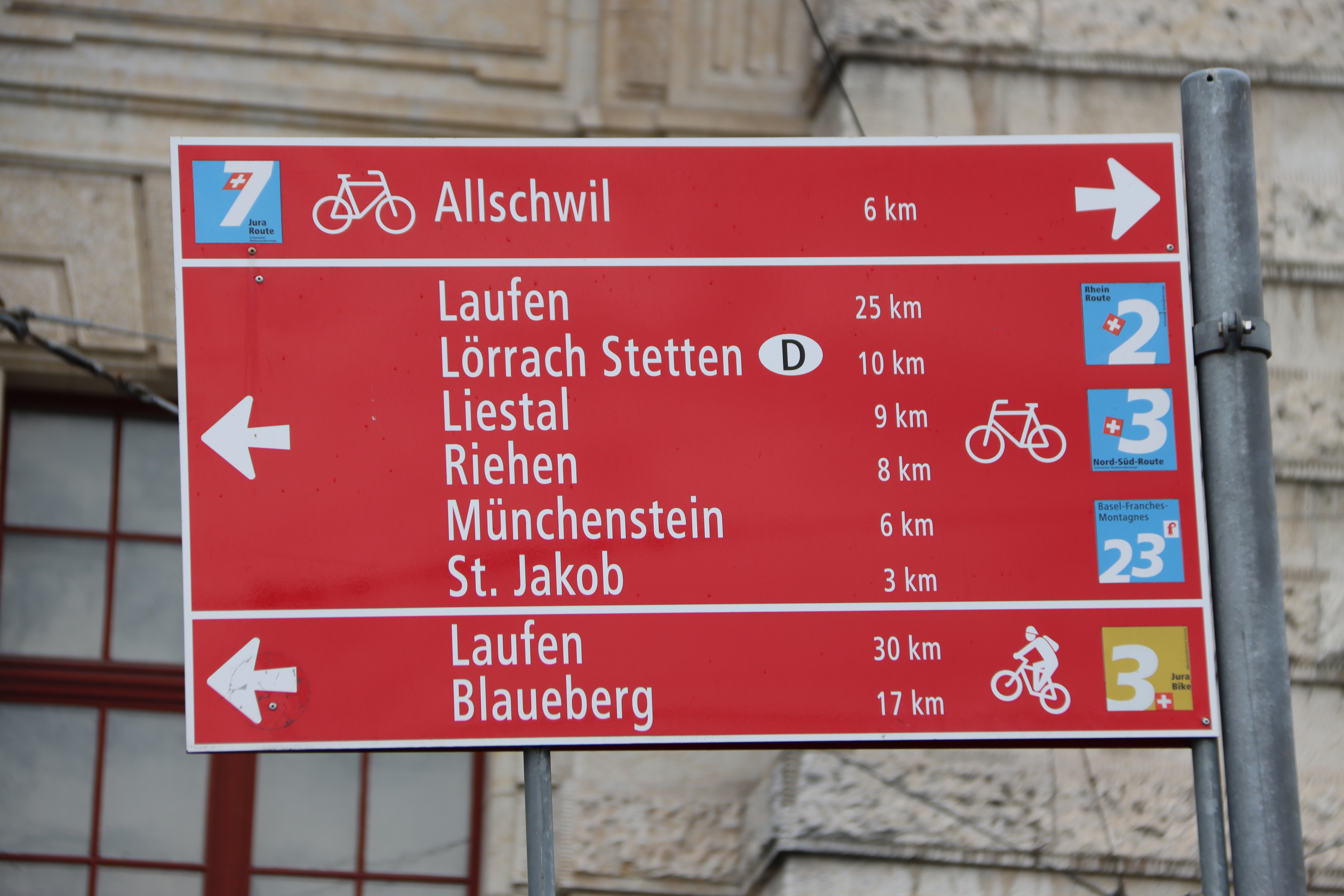

De 2: Rhein-Route is een 430 km lange langeafstandsfietsroute in Zwitserland welke onderdeel is van Fietsnetwerk Veloland Schweiz. De route volgt de rivier de Rijn van de bron tot de grens met Frankrijk / Duitsland bij Bazel. De route is bewegwijzerd in twee richtingen en wordt aangegeven met het cijfer 2. De route is in zijn geheel onderdeel van de EuroVelo EV15 Rijnroute.

## Traject
De route start in Andermatt. Hier kan worden aangesloten op de EuroVelo EV5 Via Romea Francigena en de EuroVelo EV17 Rhôneroute. Ook kan worden aangesloten op de landelijke routes 1: Rhone-Route en 3: Nord-Süd-Route.
De route voert over de Oberalppas waar de Rijn vlakbij ontspringt. De route gaat richting het Alpenrijndal. In Reichenau komen de Voor-Rijn en Achter-Rijn bijeen en vormen samen de Rijn. 
In Chur kan worden aangesloten op de landelijke route 6: Graubünden-Route. Tussen Sargans en Sennwald loopt de route parallel met de nationale fietsroute 9 - Merenroute, deze komt daarna in Sankt Margrethen ook weer op de route en loopt dan parallel mee tot ze eindigt in Rorschach aan de Bodensee. In Rorschach start ook de 5: Mittelland-Route. In Buchs kan worden aangesloten op de regionale route 95 Thur-Route die de gelijknamige rivier gaat volgen. De rivier Thur mondt nabij Ellikon am Rhein in de Rijn uit. Hier sluit de Thur-Route ook weer aan op de Rijnroute.
In Sankt Margrethen start ook de 4: Alpenpanorama-Route. De route gaat een klein stukje door Oostenrijk en in Fußach wordt de Bodensee bereikt. Hier kan worden aangesloten op de Bodensee-Radweg, deze loopt parallel mee tot Stein am Rhein. 
In Stein am Rhein kan ook worden aangesloten op de EuroVelo EV6 Atlantische kust naar de Zwarte Zee. Deze EV6 loopt parallel met de route en de EV15 mee naar Bazel. De route voert langs de bekende Rheinfall. In Koblenz mondt de Aare uit in de Rijn en kan de 8: Aare-Route worden opgepakt. In Rheinfelden kruist de route de regionale route 97 Dreiland-Radweg.
Eindpunt Bazel is een knooppunt van vele routes. Hier kan worden gekozen voor het voortzetten van de EV15, maar kan ook de EV6 worden vervolgd. Daarnaast kruist hier de EuroVelo EV5 Via Romea Francigena. De nationale fietsroutes 3: Nord-Süd-Route en 7 - Juraroute kunnen hier ook worden opgepakt. Verder kan de 97 Dreiland-Radweg worden opgepakt.

## Aansluitingen met Europese fietsroutes
- De gehele route is onderdeel van de EuroVelo EV15 Rijnroute.
- In Andermatt kan worden aangesloten op de EuroVelo EV5 Via Romea Francigena.
- In Andermatt kan worden aangesloten op de EuroVelo EV17 Rhôneroute.
- Tussen Stein am Rhein en Bazel loopt de route parallel met de EuroVelo EV6 Atlantische kust naar de Zwarte Zee.
- In Bazel kan worden aangesloten op de EuroVelo EV5 Via Romea Francigena.

## Aansluitingen met andere fietsroutes
- In Andermatt kan worden aangesloten op de landelijke route 1: Rhone-Route.
- In Andermatt kan worden aangesloten op de landelijke route 3: Nord-Süd-Route.
- In Chur kan worden aangesloten op de nationale fietsroute 6 - Graubündenroute.
- Tussen Sargans en Sennwald loopt de route parallel met de nationale fietsroute 9 - Merenroute.
- In Buchs kan worden aangesloten op de regionale route 95 Thur-Route.
- Tussen Sankt Margrethen en Rorschach loopt de route parallel met de nationale fietsroute 9 - Merenroute.
- In Sankt Margrethen kan worden aangesloten op de landelijke route 4: Alpenpanorama-Route.
- Tussen Fußach en Stein am Rhein loopt de route parallel met de Bodensee-Radweg.
- In Rorschach kan worden aangesloten op de landelijke route 5: Mittelland-Route.
- In Ellikon am Rhein kan worden aangesloten op de regionale route Thur-Route (nummer 95).
- In Koblenz kan worden aangesloten op de landelijke route 8: Aare-Route.
- In Rheinfelden kan worden aangesloten op de regionale route Dreiland-Radweg (nummer 97).
- In Bazel kan worden aangesloten op de landelijke route 3: Nord-Süd-Route.
- In Bazel kan worden aangesloten op de nationale fietsroute 7 - Juraroute.
- In Bazel kan worden aangesloten op de regionale route Dreiland-Radweg (nummer 97).
- Onderweg kan op diverse plaatsen worden aangesloten op regionale en lokale routes van Fietsnetwerk Veloland Schweiz.